# Efferia concinnata
Efferia concinnata är en tvåvingeart som först beskrevs av Samuel Wendell Williston  1901.  Efferia concinnata ingår i släktet Efferia och familjen rovflugor. Inga underarter finns listade i Catalogue of Life.